# Valse melkboleet
De valse melkboleet (Suillus collinitus) is een schimmel behorend tot de familie Suillaceae. Hij groeit in naaldbossen op droge, rijke zandgrond. Deze soort groeit vaak in groepen, die kunnen bestaan uit tientallen exemplaren.

## Kenmerken

### Uiterlijke kenmerken
Hoed
De hoed heeft een diameter 50-130 mm. De kleur is hazelnootbruin tot roodbruin van kleur. De vorm is bij jonge exemplaren gebold, maar later wordt deze meer plat tot ingedeukt. De hoedrand steekt iets uit. Jonge exemplaren scheiden op de hoed geen melkdruppeltjes af zoals de melkboleet, die tot hetzelfde geslacht behoort. Bij vochtige omstandigheden wordt de hoed slijmerig en krijgt deze donkerbruine vezeltjes. 
Poriën
De poriën zijn geel en worden later olijfgeel. Bij druk verkleuren ze.
Steel
De steel is 4 tot 7 cm lang en tot 2 cm breed. De kleur is bovenaan vaak helder geel en wordt naar de basis meer bruinig met bruine spikkels. Bij de voet wordt de kleur vaak rozig. De vorm is knuppelvormig tot buikig.
Vlees
Het vruchtvlees is geel en heeft een zachte, taaie en elastische consistentie. Het wordt zalmroze met kaliumhydroxide en meer grijs dan groenachtig met ijzersulfaat.
Geur en smaak
De boleet ruikt zurig en de smaak is aangenaam zwammig.
Sporenprint
De sporenprint is okerbruin.

### Microscopische kenmerken
De sporen zijn elliptisch tot appelzaadvormig, geelachtig, met druppeltjes en meten 7,5–10 × 3,2–5 µm.

## Verspreiding
Het is vooral bekend uit Europa. Buiten Europa wordt het voorkomen ervan alleen in Australië gerapporteerd.
In Nederland komt de valse melkboleet vrij zeldzaam voor. De soort staat op de rode lijst (2008) in de categorie bedreigd. De groeimaanden zijn juli t/m oktober. Doordat de soort kalkminnend is komt deze vaak voor bij schelpenpaden. Hierdoor is hij regelmatig te zien in de duinen van Schoorl.

## Foto's

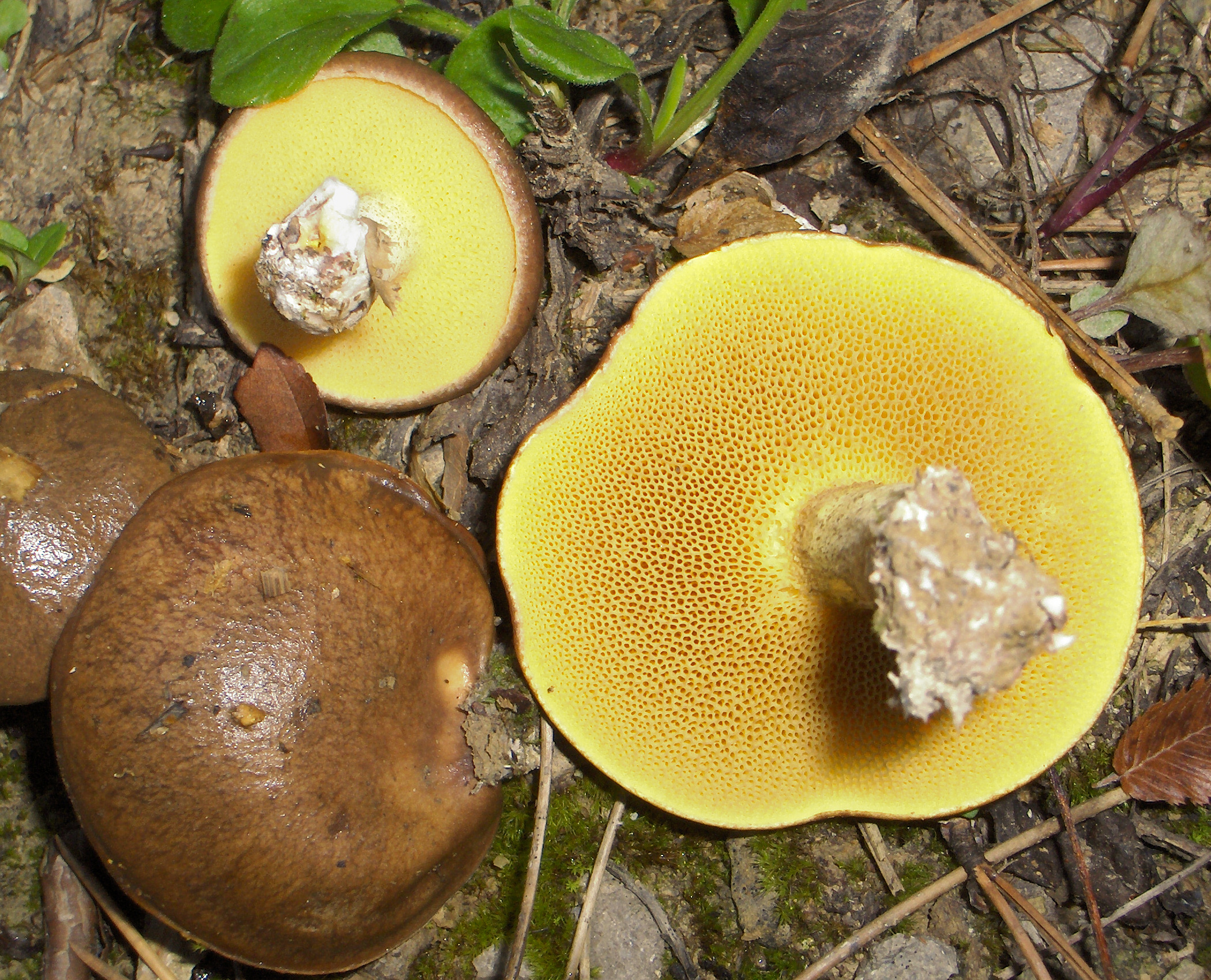
Porien
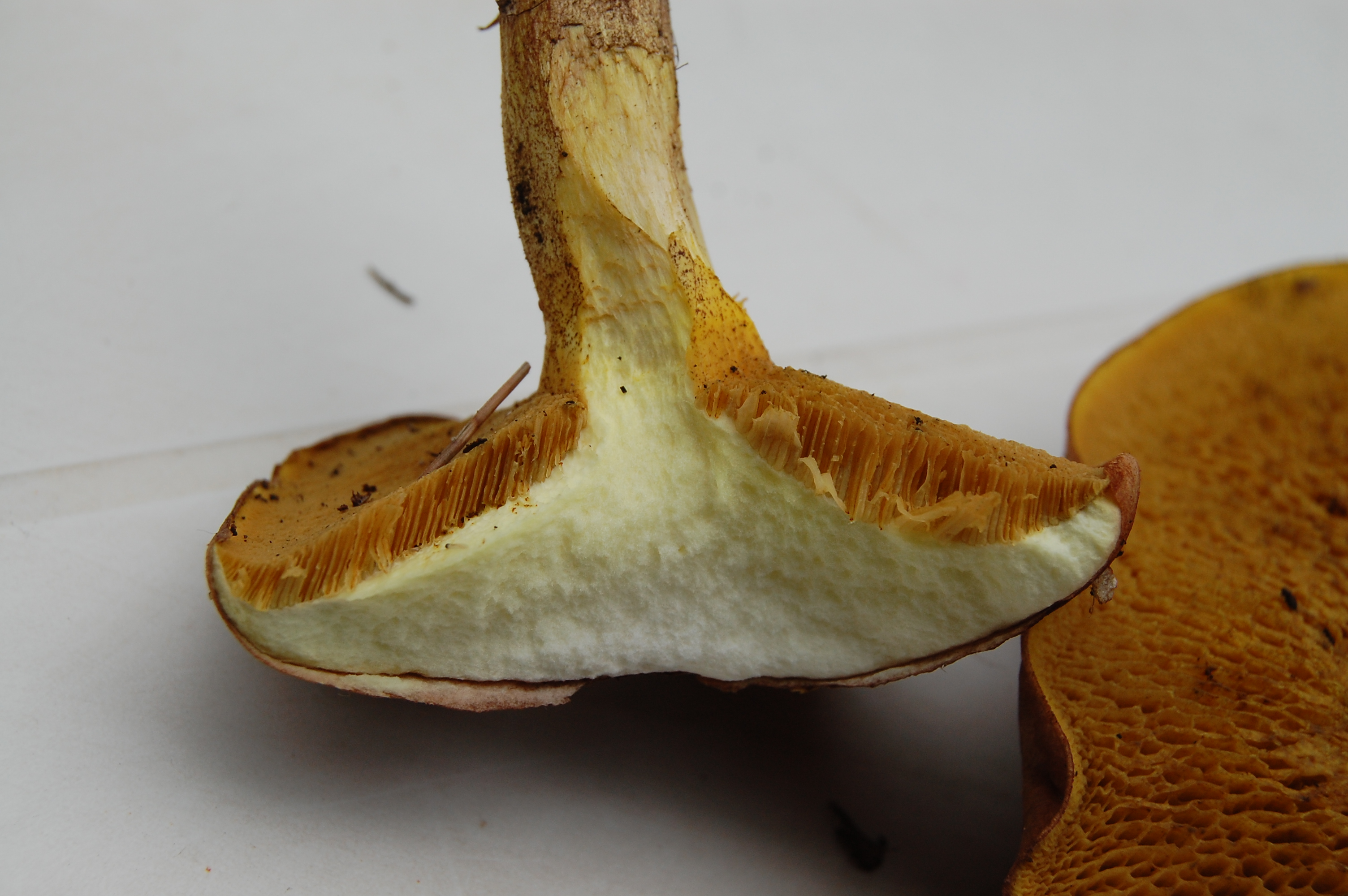
Doorsnede
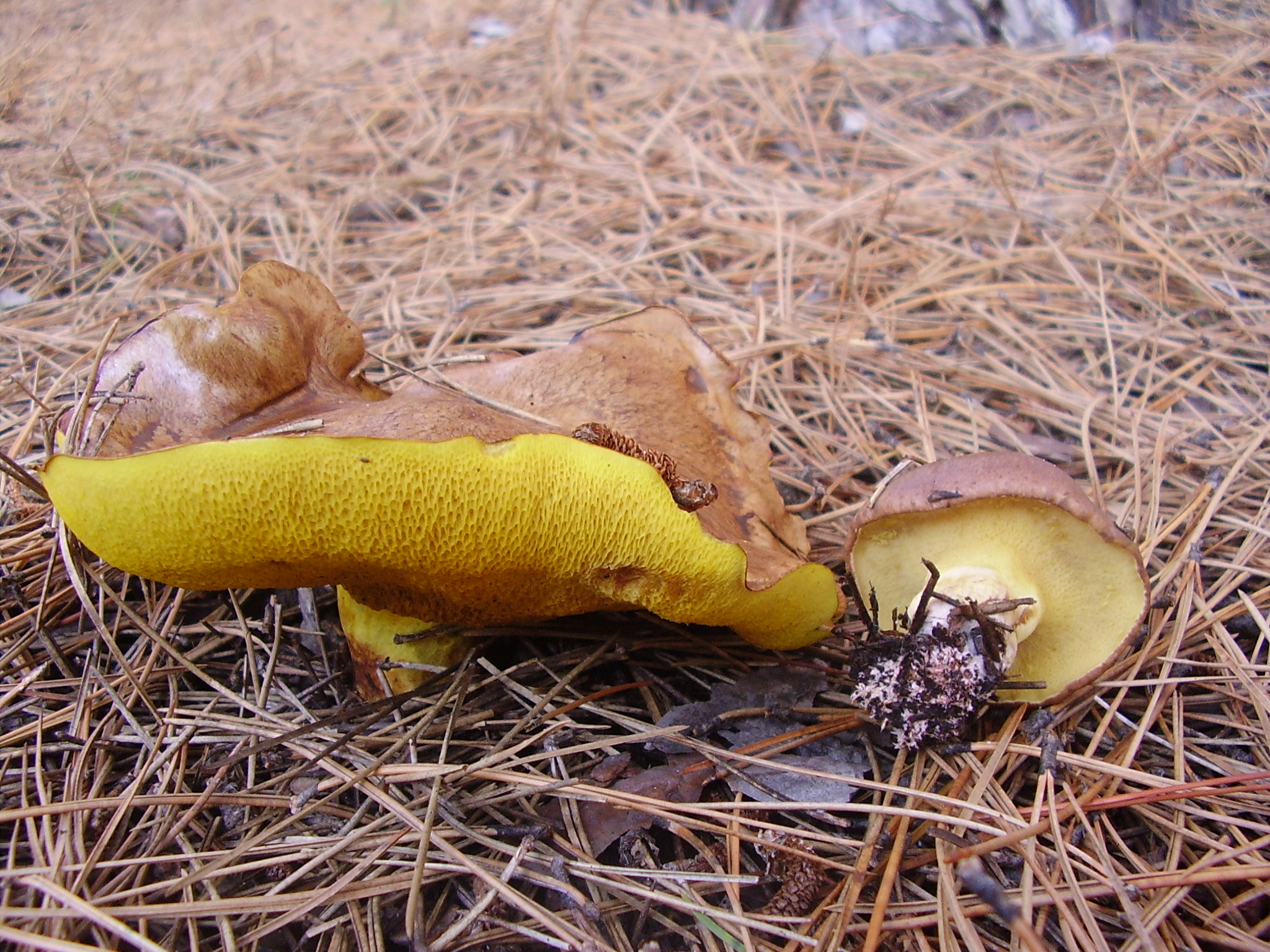
Zijaanzicht
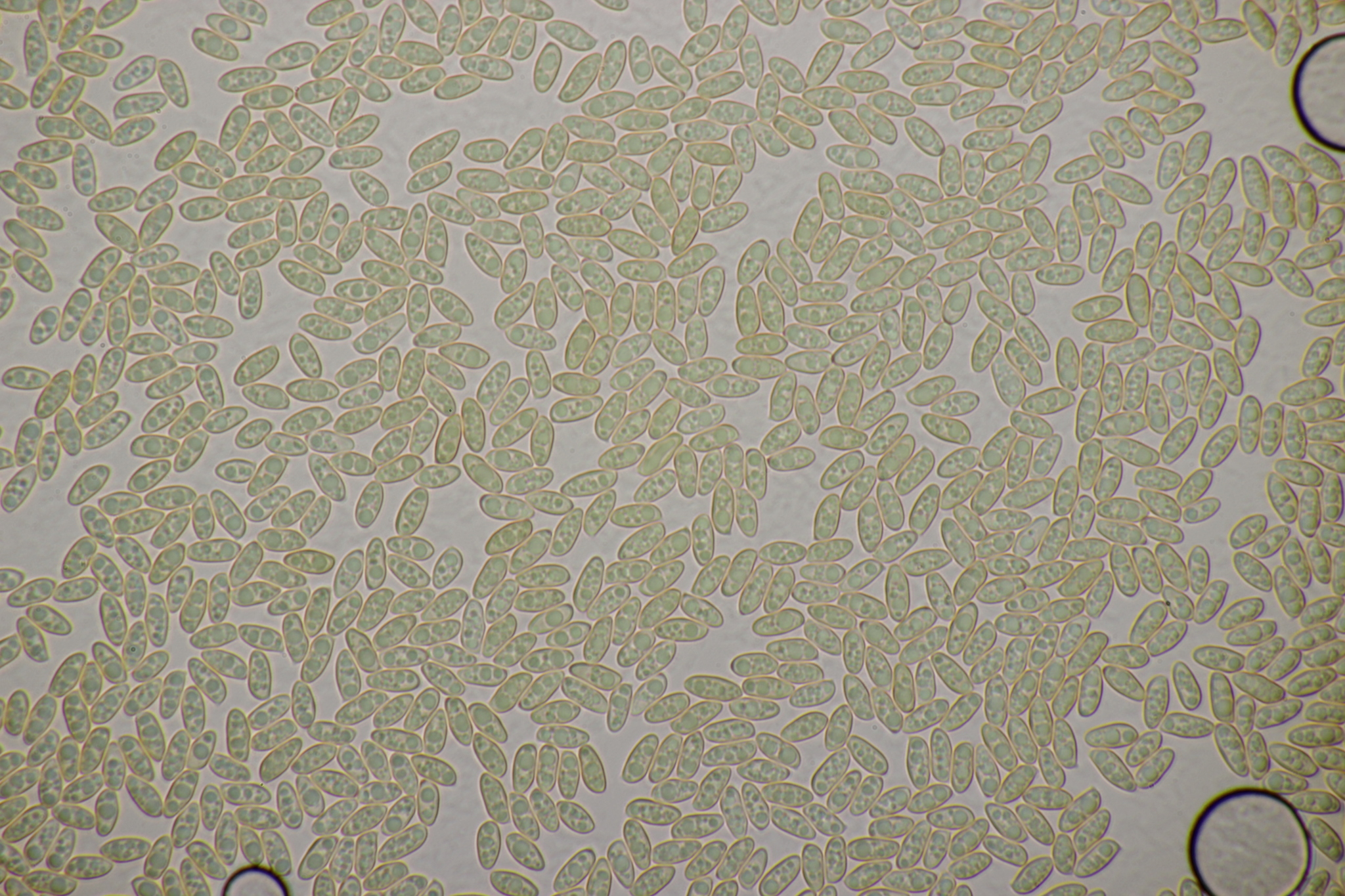
Sporen
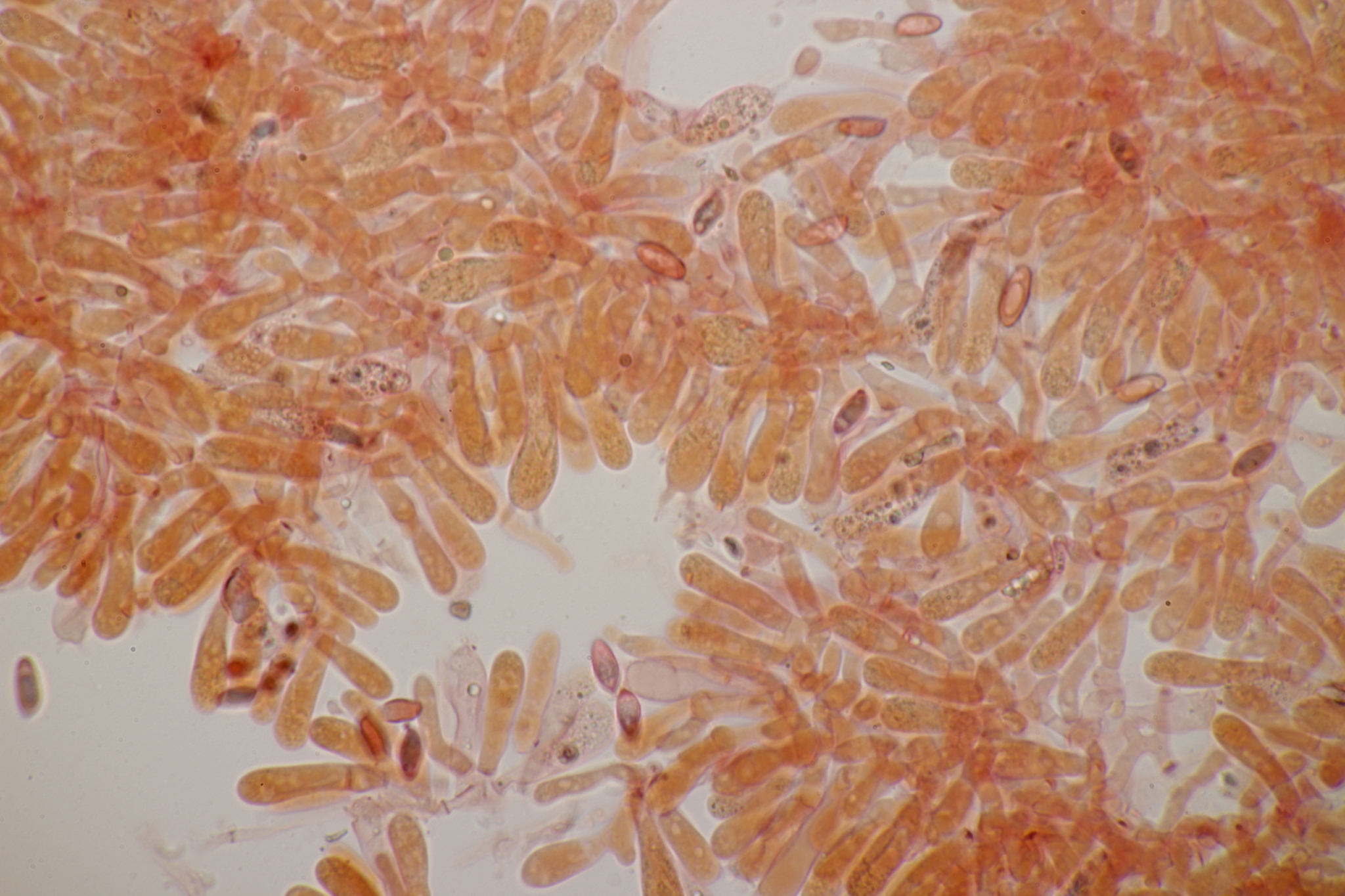
Basidia en enkele sporen